# Associazione Sportiva L'Aquila 1941-1942
Questa voce raccoglie le informazioni riguardanti l'Associazione Sportiva L'Aquila nelle competizioni ufficiali della stagione 1941-1942.

## Stagione
Per l'Associazione Sportiva L'Aquila, la stagione 1941-1942 è la 5ª in Serie C e la 7ª complessiva nel terzo livello del campionato italiano di calcio. Durante la stagione, il club non prende parte alla Coppa Italia che, da quest'edizione, è riservata alle squadre di Serie A e B.

## Rosa
| N. |                   | Ruolo | Calciatore          |
| -- | ----------------- | ----- | ------------------- |
|    | Italia (bandiera) | A     | Mario Baglioni      |
|    | Italia (bandiera) | A     | Marino Bon          |
|    | Italia (bandiera) | D     | Pio Angelo Brindisi |
|    | Italia (bandiera) |       | Cioni               |
|    | Italia (bandiera) | D     | Mario Cociani       |
|    | Italia (bandiera) | C     | Dino Gifford        |
|    | Italia (bandiera) | D     | Saverio Lutterotti  |
|    | Italia (bandiera) | P     | Vittorio Masci      |

| N. |                   | Ruolo | Calciatore       |
| -- | ----------------- | ----- | ---------------- |
|    | Italia (bandiera) |       | Pastorelli (II)  |
|    | Italia (bandiera) | A     | Giovanni Pozzi   |
|    | Italia (bandiera) | C     | Dante Prosperini |
|    | Italia (bandiera) | D     | Luigi Rossini    |
|    | Italia (bandiera) | A     | Vittorio Rovelli |
|    | Italia (bandiera) | P     | Franco Semi      |
|    | Italia (bandiera) | C     | Italo Sion       |
|    | Italia (bandiera) |       | Duilio Tabanelli |

## Statistiche

### Statistiche di squadra
| Competizione | Punti | In casa | In casa | In casa | In casa | In casa | In casa | In trasferta | In trasferta | In trasferta | In trasferta | In trasferta | In trasferta | Totale | Totale | Totale | Totale | Totale | Totale | DR  |
| Competizione | Punti | G       | V       | N       | P       | Gf      | Gs      | G            | V            | N            | P            | Gf           | Gs           | G      | V      | N      | P      | Gf     | Gs     | DR  |
| ------------ | ----- | ------- | ------- | ------- | ------- | ------- | ------- | ------------ | ------------ | ------------ | ------------ | ------------ | ------------ | ------ | ------ | ------ | ------ | ------ | ------ | --- |
| Serie C      | 25    | 14      | 8       | 3       | 3       | 21      | 14      | 14           | 3            | 0            | 11           | 16           | 36           | 28     | 11     | 3      | 14     | 37     | 50     | -13 |
| Totale       | -     | 14      | 8       | 3       | 3       | 21      | 14      | 14           | 3            | 0            | 11           | 16           | 36           | 28     | 11     | 3      | 14     | 37     | 50     | -13 |